# Monticello d’Alba
Monticello d’Alba – miejscowość i gmina we Włoszech, w regionie Piemont, w prowincji Cuneo.
Według danych na rok 2004 gminę zamieszkiwało 1909 osób, 190,9 os./km².